# Rhamphidarpoides armatus
Rhamphidarpoides armatus är en mångfotingart som först beskrevs av Carl Graf Attems 1938.  Rhamphidarpoides armatus ingår i släktet Rhamphidarpoides och familjen Odontopygidae. Inga underarter finns listade i Catalogue of Life.